# Natures Mortes: Portrait de Cézanne, Portrait de Renoir, Portrait de Rembrandt
Natures Mortes: Portrait de Cézanne, Portrait de Renoir, Portrait de Rembrandt ist eine Assemblage des französischen Künstlers Francis Picabia. Der auf einer Kartonoberfläche befestigte Plüschaffe wird von Schriftzügen aus Tinte eingerahmt, die den Affen als Porträt von zugleich drei berühmten Malern kennzeichnen: Paul Cézanne, Pierre-Auguste Renoir und Rembrandt van Rijn. Das Werk wurde am 27. März 1920 im Maison de l’Œuvre in Paris im Rahmen einer Feierlichkeit anlässlich der Veröffentlichung eines Dada-Manifests erstmals einem öffentlichen Publikum gezeigt und ist heute nur noch als fotografische Repräsentation erhalten.

## Beschreibung
Die vier Seiten, die den in der Mitte angebrachten Plüsch- bzw. Spielzeugaffen einrahmen, sind allesamt mit Schriftzügen in Versalbuchstaben versehen, die wirken, wie spontan mit der Hand auf den Karton geschrieben. Sie bilden gleichzeitig den visuellen und den thematischen Rahmen des Werkes: denn durch sie wird der Affe als Porträt dreier Alter Meister der Malerei ausgewiesen: Paul Cézanne, Pierre-Auguste Renoir und Rembrandt van Rijn. Außerdem scheint der am unteren Rand gesetzte Schriftzug die Gattung des Werkes anzugeben, da „Natures Mortes“ im Französischen der Plural für Stillleben ist.
Der Spielzeugaffe hat seinen eigenen Schwanz durch die Beine gezogen und streckt ihn dem Betrachter entgegen, während er den anderen Arm in die Höhe hebt. Als gewerbliches Produkt, das der Spielzeugaffe ist, sind seine Gesichtszüge nur lieblos ausgearbeitet. Es mag daher rühren, dass er etwas derangiert zu grinsen scheint, was ihm eine provozierend-obszöne, aber gleichzeitig komische Wirkung verleiht.

## Interpretation
Das Werk kann als eine Satire und Verballhornung der etablierten Kunst, genauer der Malerei, verstanden werden. Die drei berühmten Maler Cézanne, Renoir und Rembrandt können als herausragende Vertreter jener Kunst gelten, die Picabia ablehnt: Die mimetische Kunst, die sich allein der Nachahmung der Natur widmet. Genau wie sein Freund Marcel Duchamp betrachtete er diese Kunst als eine Art Handwerkskunst, weil man bei ihrer Ausübung auf die eigenen malerischen Fähigkeiten angewiesen sei, nicht aber auf echte Kreativität. Vor diesem Hintergrund erschließt sich die provokante Funktion des Schimpansen in Picabias Werk: Indem dieser mit den drei Malerikonen identifiziert wird, soll angedeutet werden, diese seien nichts weiter als Affen, welche die Natur doch bloß „nachäffen“ würden – ganz so, wie der instinktgeleitete Affe den Menschen nachzuahmen versucht.
Francis Picabia geht aber noch einen Schritt weiter, wenn er den Affen seinen Schwanz in der Hand halten und damit eine klar obszöne Geste ausführen lässt. Die Assoziation mit der Masturbation liegt nahe – vor allem, wenn man bedenkt, dass Schwanz im Französischen „queue“ heißt und ein Slang-Wort für Penis ist. Die Geste kann als zynischer Kommentar Picabias interpretiert werden, mit dem er nahelegte, der mimetisch arbeitende Maler bleibe stets selbstbezüglich, insofern es ihm nur um das Ausüben und Darstellen der eigenen genialen Fähigkeiten gehe. Dass die Zeit dieser Kunst nun vorbei sei, darauf spielt schon die französische Betitelung „Natures Mortes“ mit ihrer Todeskonnotation ("Tote Natur") an. 
Die Intention des Künstlers verdeutlicht sich allerdings nicht allein durch bildimmanenten Text und Figurengesten, sondern auch durch die Verwendung der Materialien und deren krude Gestaltung. Die bewusst nachlässige und raue Ästhetik und die Verwendung eines von Picabia selbst gekauften Spielzeugaffen als Ready-made verweisen auf ein Überkommen dieser Kunst mit neuen Mitteln und Ausdrucksformen. An die Stelle einer betont artifiziellen "glatten" Gestaltung tritt eine neue Ästhetik, die sich der traditionellen Schönheitsnorm verweigert und sich profaner Alltagsgegenstände bedient. Zu einer solchen programmatischen Deutung passt die Präsentation des Werkes anlässlich eines Dada-Manifests, das ein neues Kunstverständnis proklamierte, indem es die Kunst der Alten Meister persiflierte.
Piacabia spielt in seiner Assemblage mit dem alten Schlagwort von der Kunst als Nachäfferin der Natur (Ars simia naturae), wie es vor ihm schon die Autoren von Emblembüchern oder Maler wie Chardin oder Watteau variiert haben, und das im Grunde bis zu Aristoteles' Satz Ars naturam imitatur zurückreicht.
Das Werk Picabias kann in diesem Sinne gleichzeitig als Satire und Abgesang auf die traditionelle Malerei betrachtet werden und es ist dann als ein Werk der Anti-Kunst-Bewegung zu verstehen.